# Trapiti és a borzasztó nyúl
A Trapiti és a borzasztó nyúl Darvasi László 2004-ben megjelent könyve, melyet a Magvető Kiadó adott ki. A mű a  2002-ben megjelent Trapiti folytatása. 

## Cselekmény
A Nagy Tökfőzelékháború után újabb veszély fenyegeti Kavicsvár nyugalmát: gonosz köd ereszkedik rá, ami miatt az emberek már nem is köszönnek egymásnak, és  úgy élnek egymás mellett,  mintha idegenek lennének.  Létrejön a Gonoszok Szövetsége, hogy megkaparinthassa a hatalmat. Zűrzavar uralkodik mindenütt: a fejekben éppúgy, mint Kavicsvár terein és otthonaikban. 